# Dialeurodes gardeniae
Dialeurodes gardeniae là một loài côn trùng cánh nửa trong họ Aleyrodidae, phân họ Aleyrodinae.
Dialeurodes gardeniae được Corbett miêu tả khoa học đầu tiên năm 1935.